# Погорілий (хутір)
Погорілий (рос. Погорелый) — хутір у Корочанському районі Бєлгородської області Російської Федерації.
Населення становить 144 особи. Входить до складу муніципального утворення Погорілівське сільське поселення.

## Історія
Населений пункт розташований у східній частині української суцільної етнічної території — східній Слобожанщині.
Згідно із законом від 20 грудня 2004 року № 159 від 20 грудня 2004 року органом місцевого самоврядування є Погорілівське сільське поселення.

## Населення
| 2002 | 2010 |
| ---- | ---- |
| 162  | ↘144 |